# Kammossa
Kammossa (Ptilium crista-castrensis) är en ljusgrön regelbundet fjädergrenad bladmossa. Den blir knappt 10 centimeter hög och växer i granskog där det är ganska mörkt, fuktigt och näringsfattigt. Kammossa är enkel att känna igen direkt i naturen genom att mossplantan (gametofyten) liknar en platt gran i miniatyr.
I Sverige finns den i alla landsdelar utom Gotland. 
Kammossa är Medelpads landskapsmossa.